# 普利斯特里奖

奖章正面

普利斯特里奖（英語：Priestley Medal）是美国化学会所颁发的最高奖项，目前每年评选一次，用以鼓励在化学领域做出杰出贡献的科学家。该奖项于1922年建立，以英国化学家约瑟夫·普利斯特里的名字命名。1944年以前每三年评选一次。

## 获奖者

奖章背面（图片为鲍林1984年获得的奖章）

### 1920年代
- 1923年 伊拉·雷姆森
- 1926年 埃德加·法斯·史密斯（英语：Edgar Fahs Smith）
- 1929年 弗朗西斯·加文（英语：Francis P. Garvan）

### 1930年代
- 1932年 查尔斯·帕森斯
- 1935年 威廉·诺伊斯（英语：William A. Noyes）
- 1938年 马斯顿·博格特（英语：Marston T. Bogert）

### 1940年代
- 1941年 托马斯·米基利
- 1944年 詹姆斯·布莱恩特·科南特
- 1945年 伊恩·海尔布隆（英语：Ian Heilbron）
- 1946年 罗杰·亚当斯
- 1947年 沃伦·路易斯（英语：Warren K. Lewis）
- 1948年 爱德华·韦德莱因（英语：Edward R. Weidlein）
- 1949年 阿瑟·兰姆（英语：Arthur B. Lamb）[2]

### 1950年代
- 1950年 查尔斯·克劳斯
- 1951年 埃文·克莱恩（英语：E. J. Crane）
- 1952年 塞缪尔·林德（英语：Samuel C. Lind）
- 1953年 羅伯特·魯賓遜爵士
- 1954年 小威廉·阿尔伯特·诺伊斯（威廉·阿尔伯特·诺伊斯之子）
- 1955年 查尔斯·托马斯（英语：Charles A. Thomas）
- 1956年 卡尔·马维尔（英语：Carl S. Marvel）
- 1957年 法林顿·丹尼尔斯
- 1958年 恩内斯特·沃尔维勒（英语：Ernest H. Volwiler）
- 1959年 赫尔曼·欧文·施勒辛格（英语：Hermann Irving Schlesinger）

### 1960年代
- 1960年 华莱士·布罗德（英语：Wallace R. Brode）
- 1961年 路易斯·普拉克·哈米特（英语：Louis Plack Hammett）
- 1962年 乔尔·希尔德布兰德（英语：Joel H. Hildebrand）
- 1963年 彼得·德拜
- 1964年 约翰·贝勒（英语：John C. Bailar, Jr.）
- 1965年 威廉·斯帕克斯（英语：William J. Sparks）
- 1966年 威廉·贝克（英语：William O. Baker）
- 1967年 拉尔夫·康纳（英语：Ralph Connor (scientist)）
- 1968年 威廉·杨（英语：William Gould Young）
- 1969年 肯尼斯·皮策（英语：Kenneth S. Pitzer）

### 1970年代
- 1970年 麦克斯·帝施勒（英语：Max Tishler）
- 1971年 弗雷德里克·罗西尼（英语：Frederick D. Rossini）
- 1972年 乔治·基斯佳科夫斯基
- 1973年 哈羅德·尤里
- 1974年 保罗·弗洛里
- 1975年 亨利·艾林
- 1976年 乔治·哈蒙德（英语：George S. Hammond）
- 1977年 亨利·吉尔曼（英语：Henry Gilman）
- 1978年 梅尔文·卡尔文
- 1979年 格倫·西奧多·西博格

### 1980年代
- 1980年 米尔顿·哈里斯（英语：Milton Harris (scientist)）
- 1981年 赫伯特·布朗
- 1982年 布赖斯·克莱福德（英语：Bryce Crawford）
- 1983年 罗伯特·S·马利肯
- 1984年 萊納斯·鮑林
- 1985年 亨利·陶布
- 1986年 卡尔·弗尔克斯（英语：Karl A. Folkers）
- 1987年 约翰·罗伯茨
- 1988年 弗兰克·韦斯特海默（英语：Frank H. Westheimer）
- 1989年 乔治·皮门特尔（英语：George C. Pimentel）

### 1990年代
- 1990年 罗德·霍夫曼[3]
- 1991年 哈里·格雷[4]
- 1992年 卡尔·杰拉西[5]
- 1993年 罗伯特·帕里（英语：Robert W. Parry）[6]
- 1994年 霍华德·西蒙斯（英语：Howard E. Simmons）[7]
- 1995年 德里克·巴顿[8]
- 1996年 恩内斯特·埃列尔（英语：Ernest L. Eliel）[9]
- 1997年 玛丽·古德（英语：Mary L. Good）[10]
- 1998年 弗兰克·阿尔伯特·科顿[11]
- 1999年 罗纳德·布瑞斯罗夫（英语：Ronald Breslow）

### 2000年代
- 2000年 达琳·霍夫曼
- 2001年 弗莱德·巴索洛（英语：Fred Basolo）
- 2002年 艾伦·巴德
- 2003年 埃德温·范德堡（英语：Edwin J. Vandenberg）
- 2004年 艾里亚斯·詹姆斯·科里
- 2005年 乔治·安德鲁·欧拉
- 2006年 保罗·安德森
- 2007年 喬治·麥克利蘭·懷特塞茲
- 2008年 加博尔·绍莫尔尧伊
- 2009年 M·弗雷德里克·霍桑（英语：M. Frederick Hawthorne）

### 2010年代
- 2010年 理查德·杰尔
- 2011年 艾哈迈德·泽韦尔[12]
- 2012年 理查德·扎尔
- 2013年 罗伯特·兰格
- 2014年 斯蒂芬·利帕德
- 2015年 杰奎琳·巴顿
- 2016年 穆斯塔法·艾尔-赛义德（英语：Mostafa A. El-Sayed）
- 2017年 托宾·马克斯[13]
- 2018年 杰拉尔丁·里士满 [14]
- 2019年 巴里·夏普莱斯[15]

### 2020年代
- 2020年 喬安妮·史特布比[16]
- 2021年 保羅·阿利維薩托斯[17]
- 2022年 彼得·B·德尔文（英语：Peter B. Dervan）[18]
- 2023年 卡托·劳伦钦（英语：Cato T. Laurencin）[19]
- 2024年 卡罗琳·贝尔托西[20]